# Nyctanassa
Nyctanassa Stejneger, 1887 è un genere di uccelli della famiglia degli Ardeidi.

## Tassonomia
Il gemere comprende le seguenti specie:
- Nyctanassa violacea (Linnaeus, 1758) - nitticora capogiallo
- Nyctanassa carcinocatactes † Olson & Wingate, 2006 - nitticora delle Bermude